# Тінелюбка тонколиста
{{#ifeq:0|0|{{#if:|{{#if:Anogrammaleptophylla|[[]}}|}}}}
Тінелюбка тонколиста, анограма тонколиста (Anogramma leptophylla) — вид рослин родини птерисових (Pteridaceae). Видовий епітет походить від грецьких слів λεπτός — «тендітний» і φύλλον — «листок», і пов'язаний із крихкістю листя. Природоохоронний статус виду в Україні: зникаючий.

## Галерея

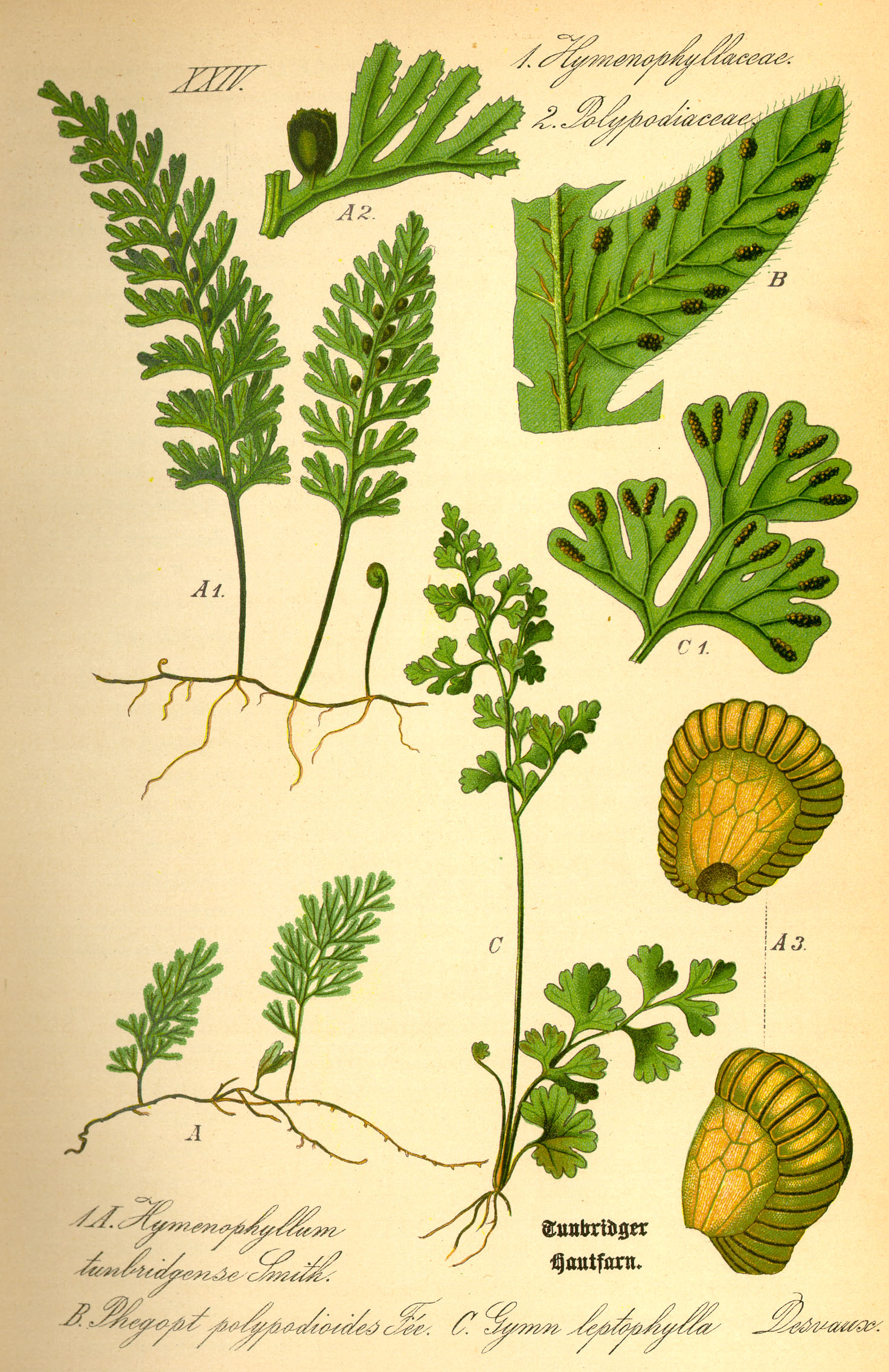
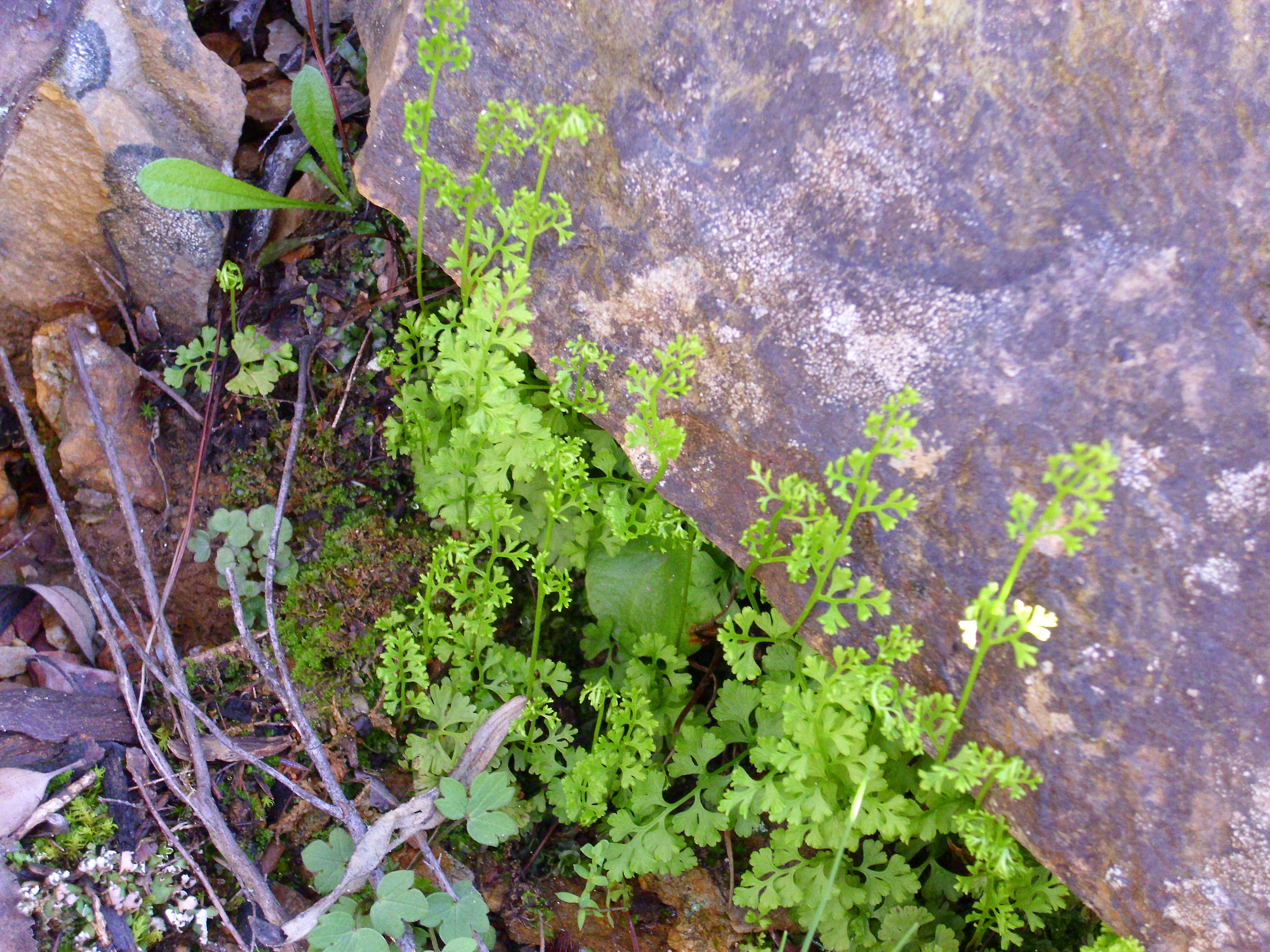

## Морфологія
Рослина 15–25 см заввишки з листям до 15 см завдовжки. Кореневище пряме, невелике 2-4 мм в діаметрі. Листя схоже на листя петрушки, жовто-зелене, гладке, тонке і крихке. Вони диморфні: внутрішні, родючі листки довжиною до 15 см, зовнішні, стерильні, як правило, коротші, все менші. Край листа не згортається, як у більшості видів родини. Спори бурі.

## Поширення, біологія
Вид знаходиться в усьому світі в помірних і субтропічних регіонах (Африка, Азорські острови, Південна Європа, Іран, Шрі-Ланка, Австралія (вкл. Тасманію), Нова Зеландія, Північна, Центральна та Південна Америки). В Україні — Південний берег Криму, Керченський півострів.
Населяє вологі, тінисті схили, тріщини скель, стін або огорож, кам'янисті береги річок, тінисті низинні площі з частими росами до висоти 1000 м. Що є рідкістю для спорофітів цеї родини, вид має тенденцію до річного життєвого циклу спорофіту. Гаметофіт рослини має можливість залишатися в стані спокою й очікувати до двох з половиною років, поки умови не стануть підхожими для етапу спорофітного життєвого циклу. Розмножується спорами та вегетативно.